# 北伊皮兰加
北伊皮兰加是巴西马托格罗索州的一个市镇。2007年人口4224人。